# Hyalomma schulzei
Hyalomma schulzei är en fästingart som beskrevs av Olenev 1931. Hyalomma schulzei ingår i släktet Hyalomma och familjen hårda fästingar. Inga underarter finns listade i Catalogue of Life.